# Spioniformia
Spioniformia zijn een onderorde van borstelwormen uit de orde van de Spionida.

## Taxonomie
De volgende families worden bij de orde ingedeeld:
- Apistobranchidae Mesnil & Caullery, 1898
- Longosomatidae Hartman, 1944
- Poecilochaetidae Hannerz, 1956
- Spionidae Grube, 1850
- Trochochaetidae Pettibone, 1963
- Uncispionidae Green, 1982

### Synoniemen
- Disomidae Mesnil, 1897 => Trochochaetidae Pettibone, 1963
- Heterospionidae Hartman, 1965 => Longosomatidae Hartman, 1944